# Harald Pickert
Harald Pickert (* 29. Jänner 1901 in Leitmeritz; † 6. September 1983 in Kufstein) war ein österreichischer Grafiker.

## Leben und Werk
Harald Pickert wurde 1901 als Sohn des Rechtsanwalts Karl Pickert und dessen Frau Dolores, geb. Blumentritt, in Leitmeritz in Böhmen geboren. 1903 übersiedelte die Familie nach Kufstein, wo Karl Pickert eine Rechtsanwaltskanzlei eröffnete.
Harald Pickert besuchte von 1920 bis 1923 die Kunstgewerbeschule München. 1928 zog er zurück nach Leitmeritz, wo er die 1873 von seinem Großvater erworbene Druckerei mit angeschlossenem Verlag übernahm. 1930/31 studierte er Druckgraphik an der Akademie der bildenden Künste München.
Als Herausgeber und Verleger etlicher regionaler und überregionaler Zeitungen verurteilte er das Regime des Nationalsozialismus und dessen Absicht zur Kriegsführung. Am 15. März 1939 besetzte die deutsche Wehrmacht die „Rest-Tschechei“, am 31. Oktober wurde Pickerts Büro durch Angehörige der SS und der Gestapo gestürmt. Harald Pickert wurde als „politischer Häftling“ zunächst im KZ Mauthausen, dann im KZ Sachsenhausen und zuletzt im KZ Dachau inhaftiert, wo er bis zur Befreiung durch die US-Armee 1945 überlebte.
Nach dem Krieg war Harald Pickert in Kufstein als Grafiker und Maler tätig und schuf Radierungen und Kupferstiche, insbesondere Miniaturen und Exlibris, aber auch Landschaften in Öl und Aquarell.
2015 fanden seine Nachfahren in seinem Nachlass eine mit Pestbeulen Europas betitelte Mappe mit Zeichnungen aus dem KZ Dachau, die Pickert auf der Rückseite von Briefpapieren, auf Kartonstückchen oder Butterpapier angefertigt hatte und die das Grauen im Konzentrationslager dokumentieren. Diese Zeichnungen wurden 2018/19 im Rahmen der Ausstellungen „Kunst 1938–1945“ im Tiroler Landesmuseum Ferdinandeum und „Mythen der Diktaturen. Kunst in Faschismus und Nationalsozialismus“ im Südtiroler Landesmuseum für Kultur- und Landesgeschichte erstmals öffentlich präsentiert.

## Ausstellungen
- 1971 Tiroler Volkskunstmuseum
- 1974 Haus der Kunst, München
- 1976 Tiroler Kunstpavillon, Innsbruck
- 1977 Salon d’Hiver, Paris
- 2018/19 Bilder aus Dachau, Tiroler Landesmuseum Ferdinandeum, Innsbruck

## Ehrungen
- 1980 Ehrenzeichen für Kunst und Kultur der Stadt Kufstein
- 1981 Berufstitel Professor
- 1993 Benennung des Prof.-Harald-Pickert-Wegs in Kufstein[8]